# Xonacatlán
Pour l’article homonyme, voir San Francisco Xonacatlán.
Xonacatlán est une municipalité de l'État de Mexico, au Mexique. Elle couvre une superficie de 32,87 km2 et compte 51 646 habitants en 2015.